# 光林寺 (今治市)
光林寺（こうりんじ）は、愛媛県今治市玉川町畑寺にある寺院。山号は摩尼山。宗派は高野山真言宗。本尊は不動明王。新四国曼荼羅霊場の第四十一番札所・四国三十六不動尊霊場第二十番札所である。
御詠歌：聞こえ来る　丹生玉川の　摩尼山の　恵みとおとし　大聖の寺
童子名： 因陀羅童子 、童子真言：おん　いんだらや　そわか

## 概要・歴史
大宝元年（701年）に文武天皇の勅を受けた徳蔵上人は白山権現（明治以降は白山神社と称する）を開基するとともに法相宗と三論宗の寺として当寺を開山した。大同元年（806年）円識上人代に真言宗になったと伝えられている。天禄3年（972年）回禄の変により全山焼失するが、長久3年（1042年）後孔雀天皇の勅願で伊予守源頼義の奉行をえて堂塔が再建。元中二年（1385年）9月南朝長慶天皇が当寺に御潜幸されたと云われている。元禄14年（1701年）今治城主が開山一千年を記念して本堂を再建。
別説として、秦氏が当地に訪れ開基し、秦氏の信仰していた白山権現は寺上に、愛宕権現は山上（標高275mで現在は小祠がある）に祀ったという。この辺りの地区名が畑寺と呼ばれるのは、秦氏の寺ということからであるという。
1638年に賢明によって書かれた『空性法親王四国礼場御巡行記』の中に、「・・奈良原新旧両権現、南方君宮御旗寺、高野玉川光林寺、伊予中の神古・・」と当寺の記述がある。
大三島にある東円坊は、万治年間（1658年～61年）当寺の末寺となり現在も当寺の管理である。なお、東円坊はかつて大山祇神社の筆頭塔頭であり、同神社の本地大通智勝如来が明治初年の神仏分離により東円坊へ移され現在は本堂中央に鎮座している。明治期以前、大山祇神社は四国八十八ヶ所霊場の本札所であり、寺社が分離している現在は、同霊場を参拝する者は東円坊に参拝するのが本式であると云えよう。

## 伽藍
- 山門：仁王門

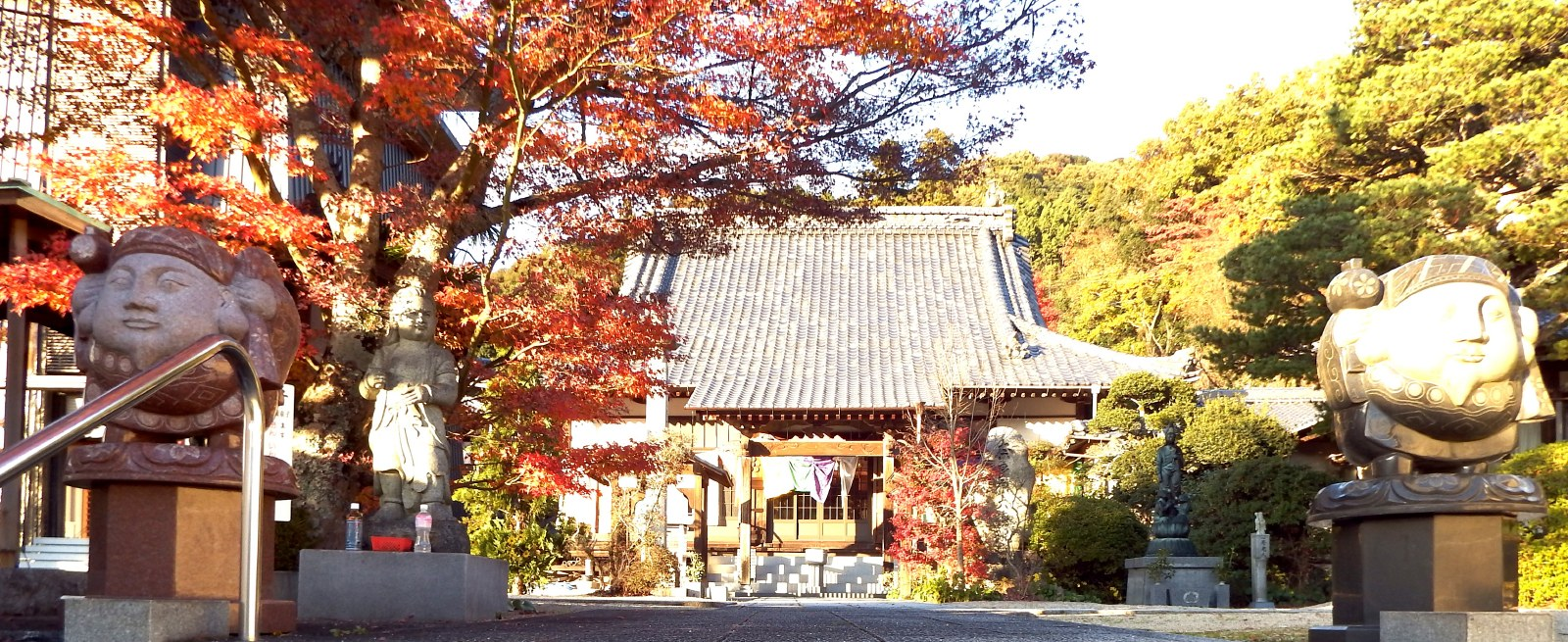
本堂

- 本堂：不動明王で、新四国曼荼羅霊場の本尊。
- 護摩堂：不動明王で、四国三十六不動霊場の本尊。

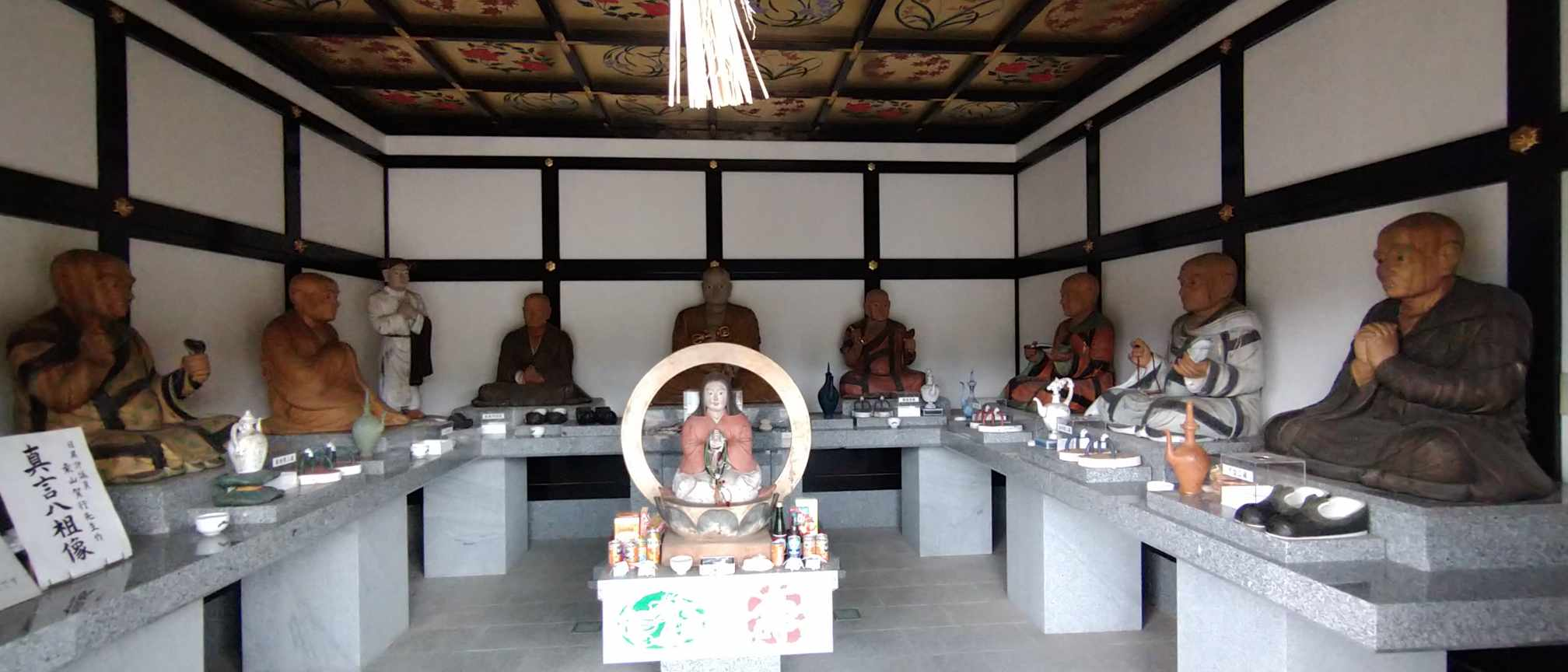
八祖大師堂

- 八祖大師堂：日展評議員桒山賀行の作による稚児大師と八祖大師が拝顔できる。
- 阿弥陀堂飛燕閣：1階には阿弥陀三尊が、2階より4階は位牌堂、5階は展望室
- 客殿：阿弥陀如来坐像は楢原山（標高1041m）の山頂にあった奈良原神社の別当の蓮華寺の本尊（南北朝時代作）で神仏分離で廃寺になった後、転々とし木地地区住民の檀家が多い当寺に移され修復後、現在に至る。
- 十一面観音堂

- 長慶天皇・今治藩主供養塔

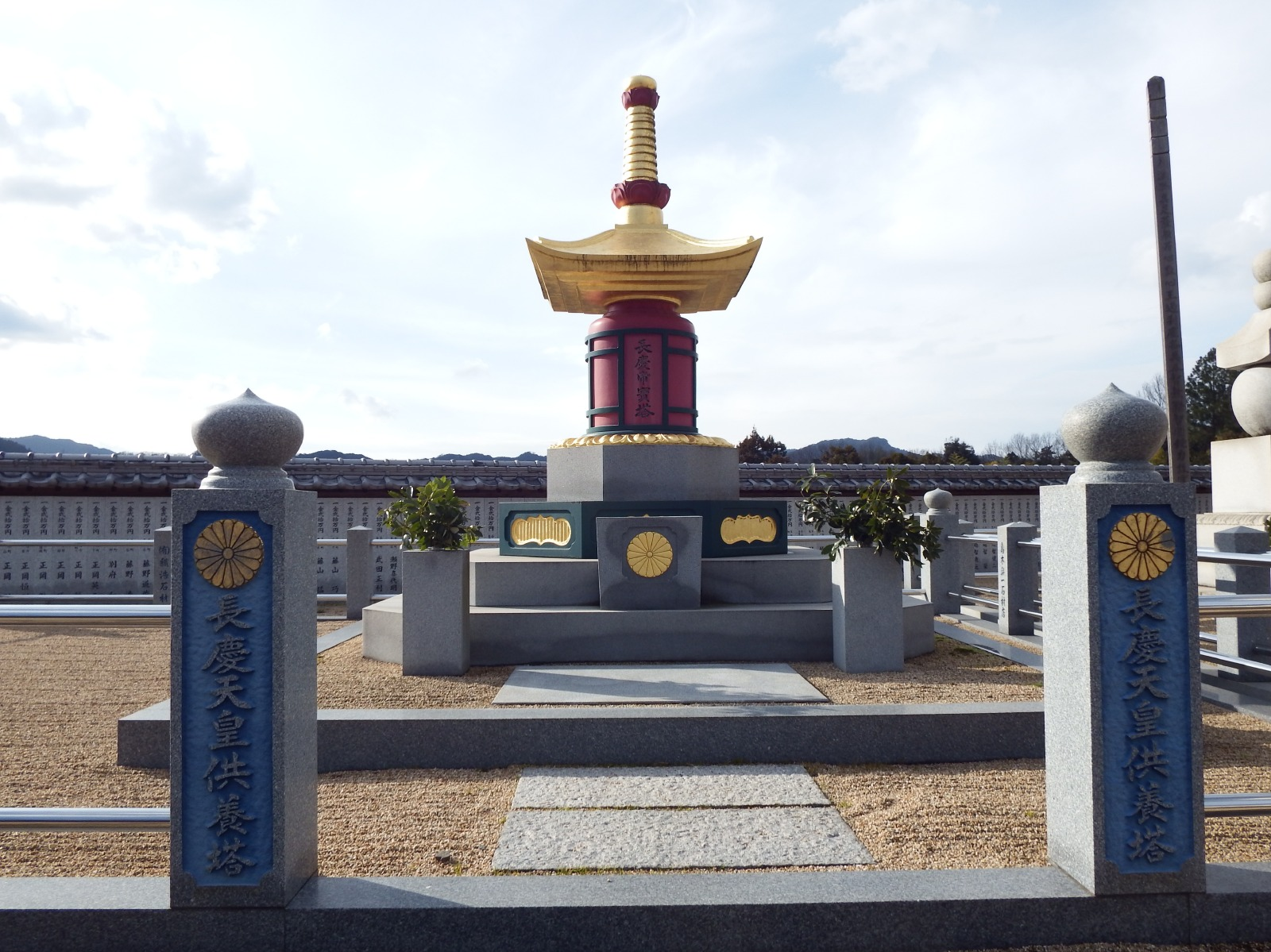
長慶天皇供養塔

- 弘法大師石造：伊予府中十三石仏霊場結願之寺

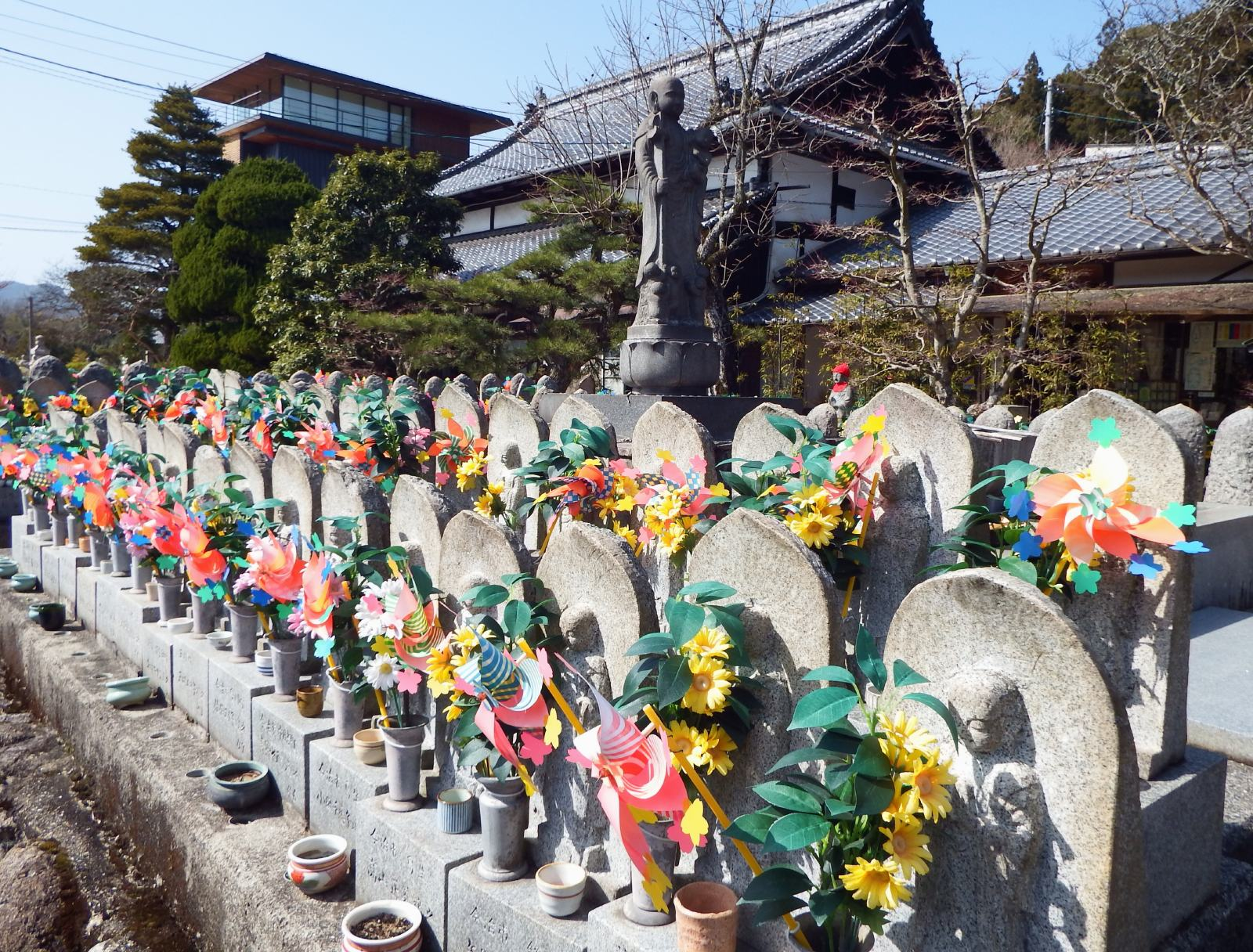
水子地蔵

- 水子地蔵：供養地蔵石仏が並び、おびただしい数の風車が供えられている。
- 鐘楼

山門を通過し、城壁のような石垣を上がると正面に本堂があり、その左に阿弥陀堂飛燕閣が、さらに八祖大師堂がある。本堂の左の石段を上がっていくと護摩堂がある。納経所は本堂の右に進めばある。
そして、当寺の背後の山麓に当寺と同時に創建された白山神社がある。

## 文化財
県指定有形文化財
- 絹本著色稚児大師像：S40.3.29指定
- 石造宝篋印塔：S32.12.14指定

今治市指定有形文化財
- 仁王門：S45.3.20指定

- 金剛力士立像：S45.3.20指定
- 宝篋印塔：S39.3.1指定
- 五輪塔：S45.3.20指定
- 摩尼山光林寺之図：S39.3.1指定
- 愛染明王画像：S40.4.1指定
- 不動明王画像：S40.4.1指定
- 五大尊明王画像：S40.4.1指定
- 釈迦三尊画像：S40.4.1指定
- 弘法大師画像：S40.4.1指定
- 地蔵尊画：S40.4.1指定

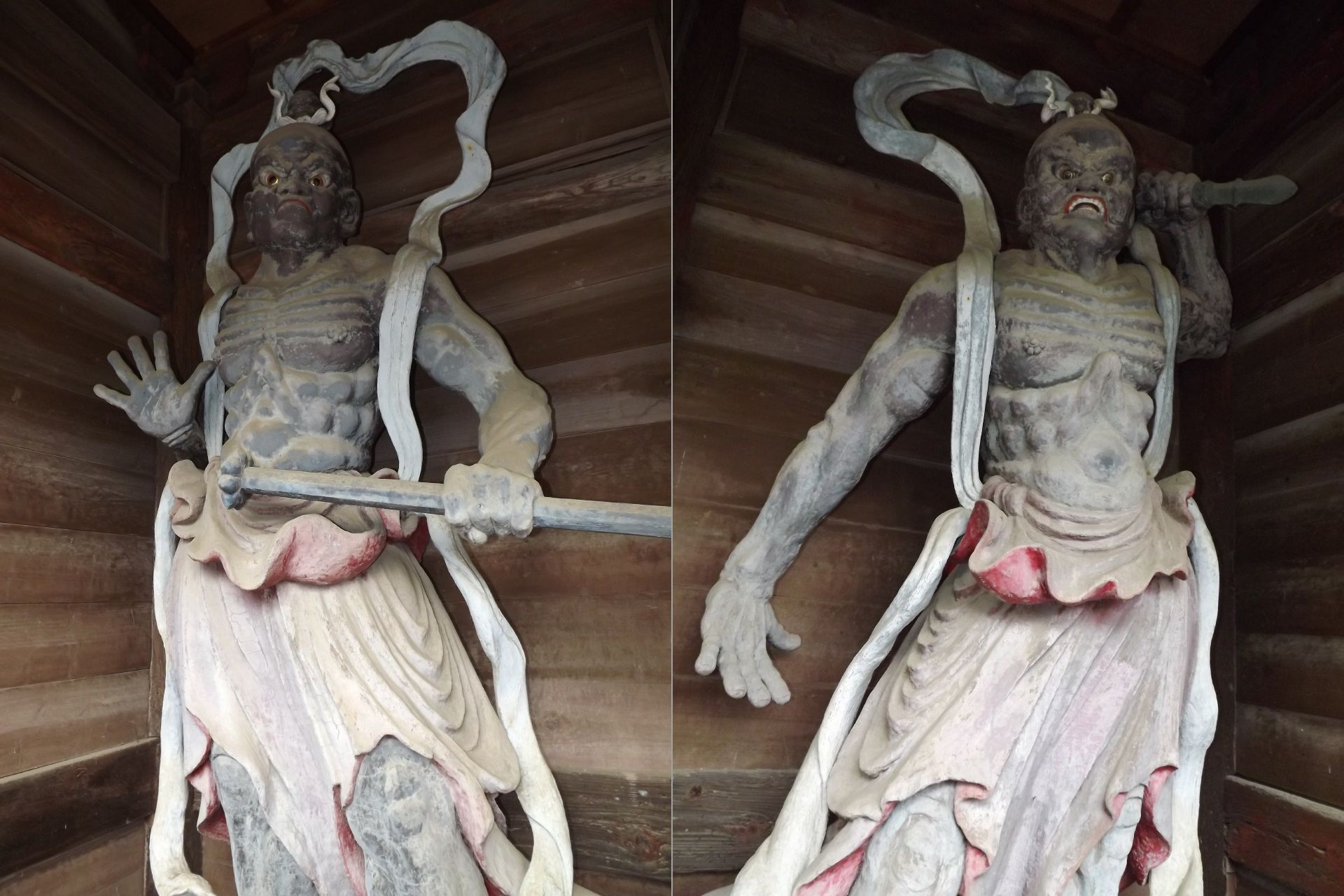
金剛力士像

- 像釈迦三尊十六善神画像：S40.4.1指定
- 孔雀明王画像：S40.4.1指定
- 愛染明王画像：S40.4.1指定
- 金輪曼荼羅：S40.4.1指定
- 金剛界曼荼羅：S40.4.1指定
- 胎蔵界曼荼羅：S40.4.1指定
- 摩尼山光林寺並びに奈良原山清浄光院蓮華寺略縁起及び元本：S39.3.1指定
- 兵法虎之巻：S44.11.15指定
- 虎之巻：S44.11.15指定
- 光林寺文書：S41.4.1指定
- 木造扁額「摩尼山」：S45.3.20指定
- 光林寺乗用籠：S45.3.20指定

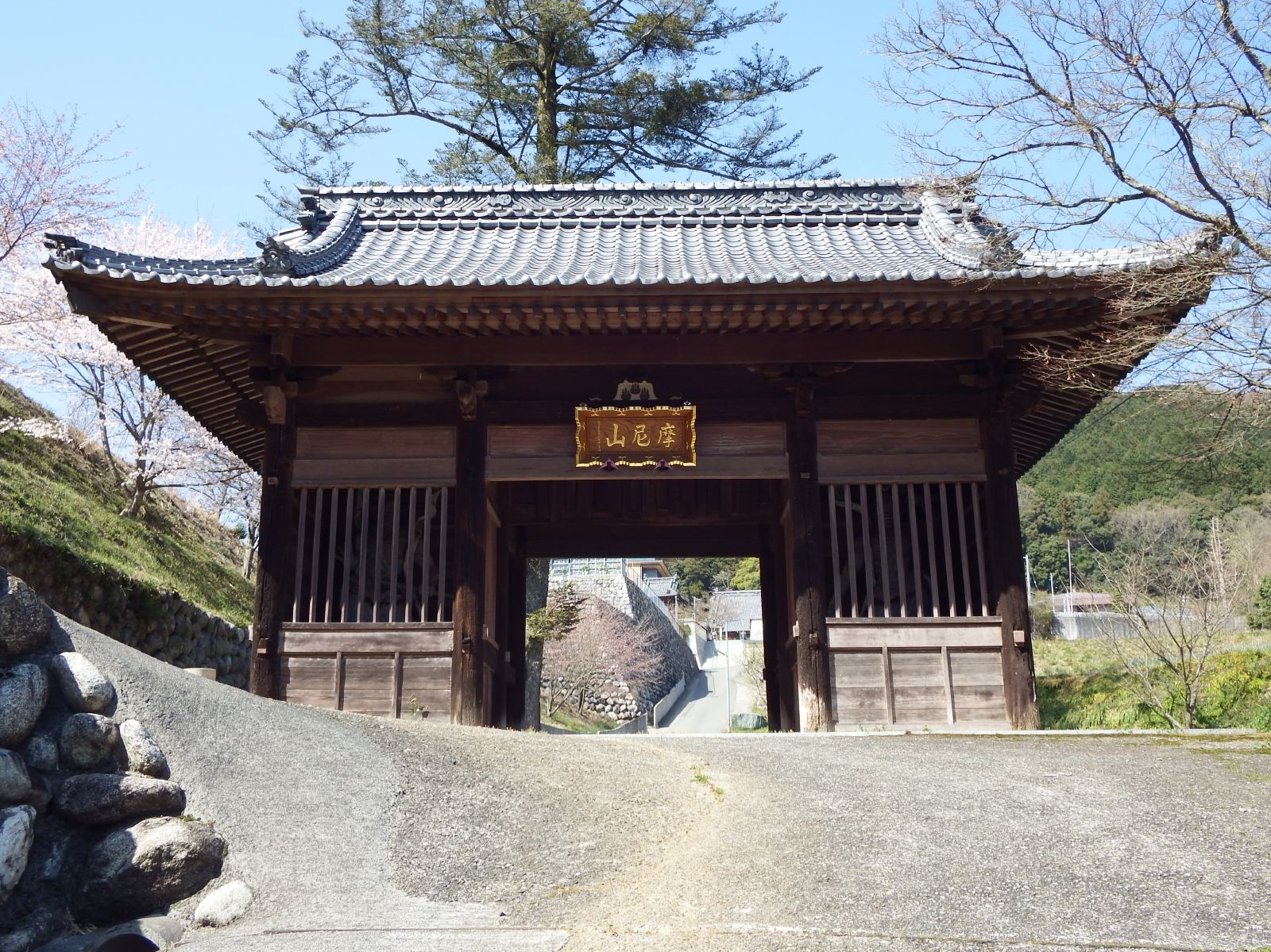
仁王門
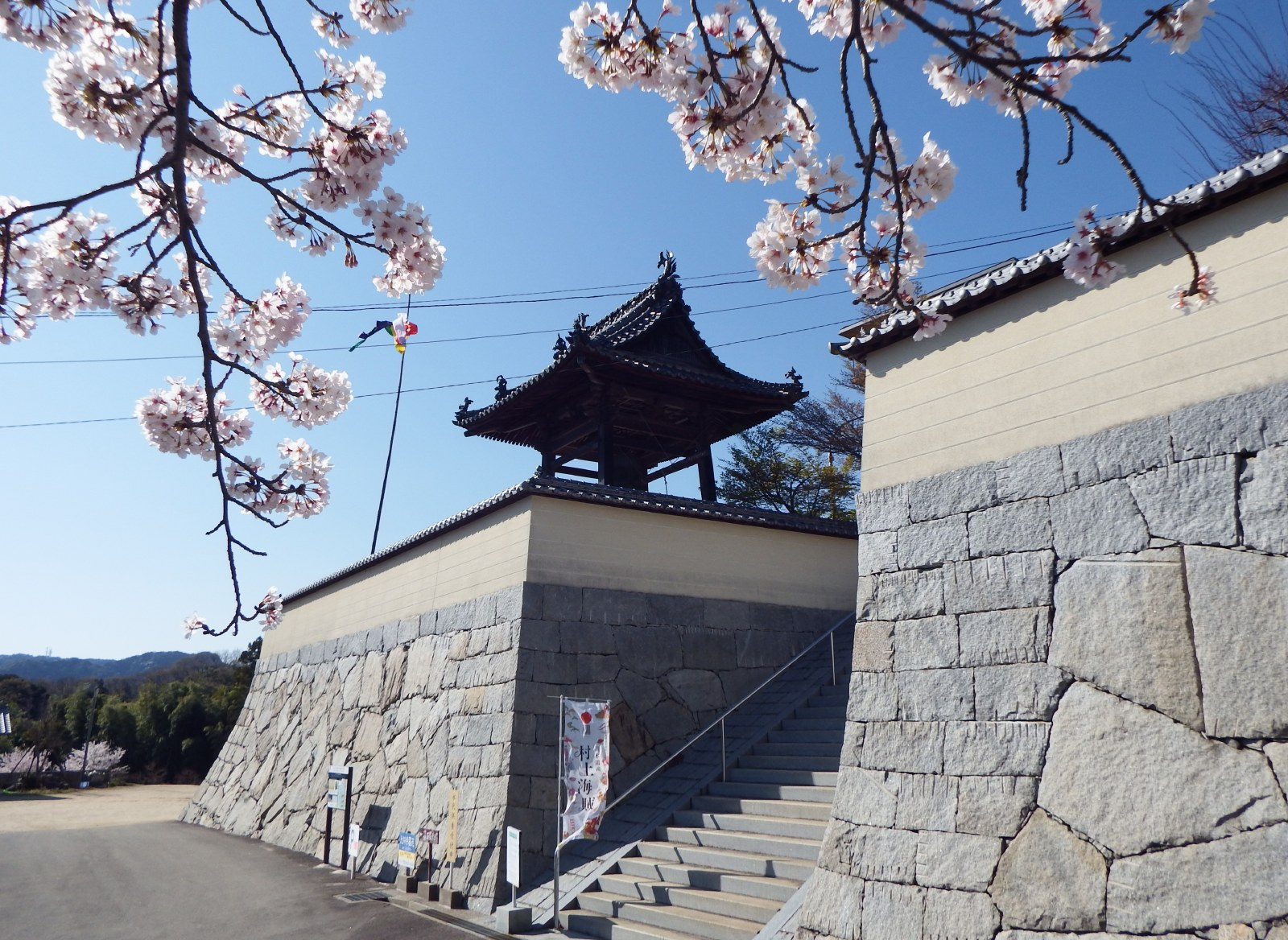
石垣
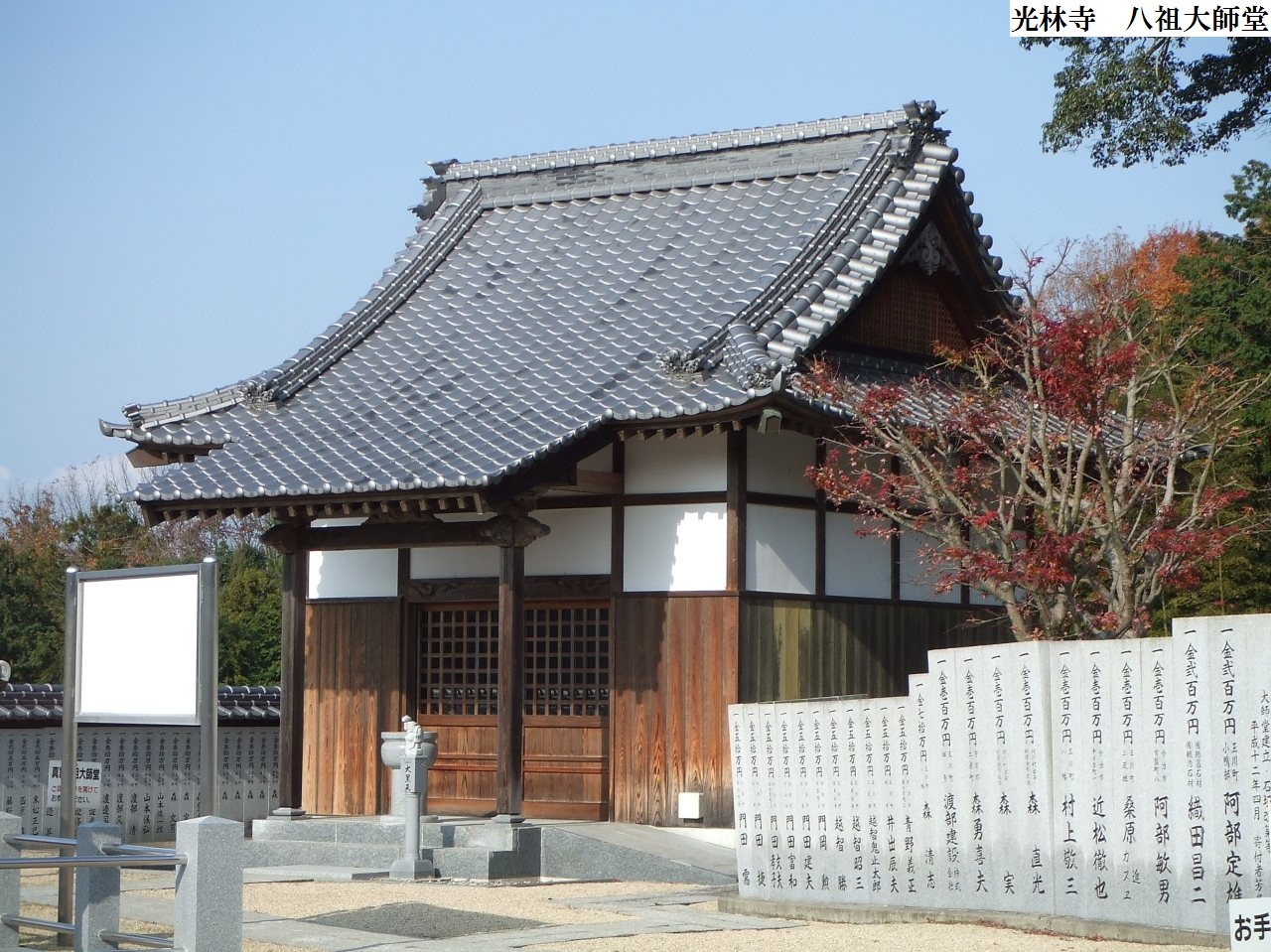
大師堂
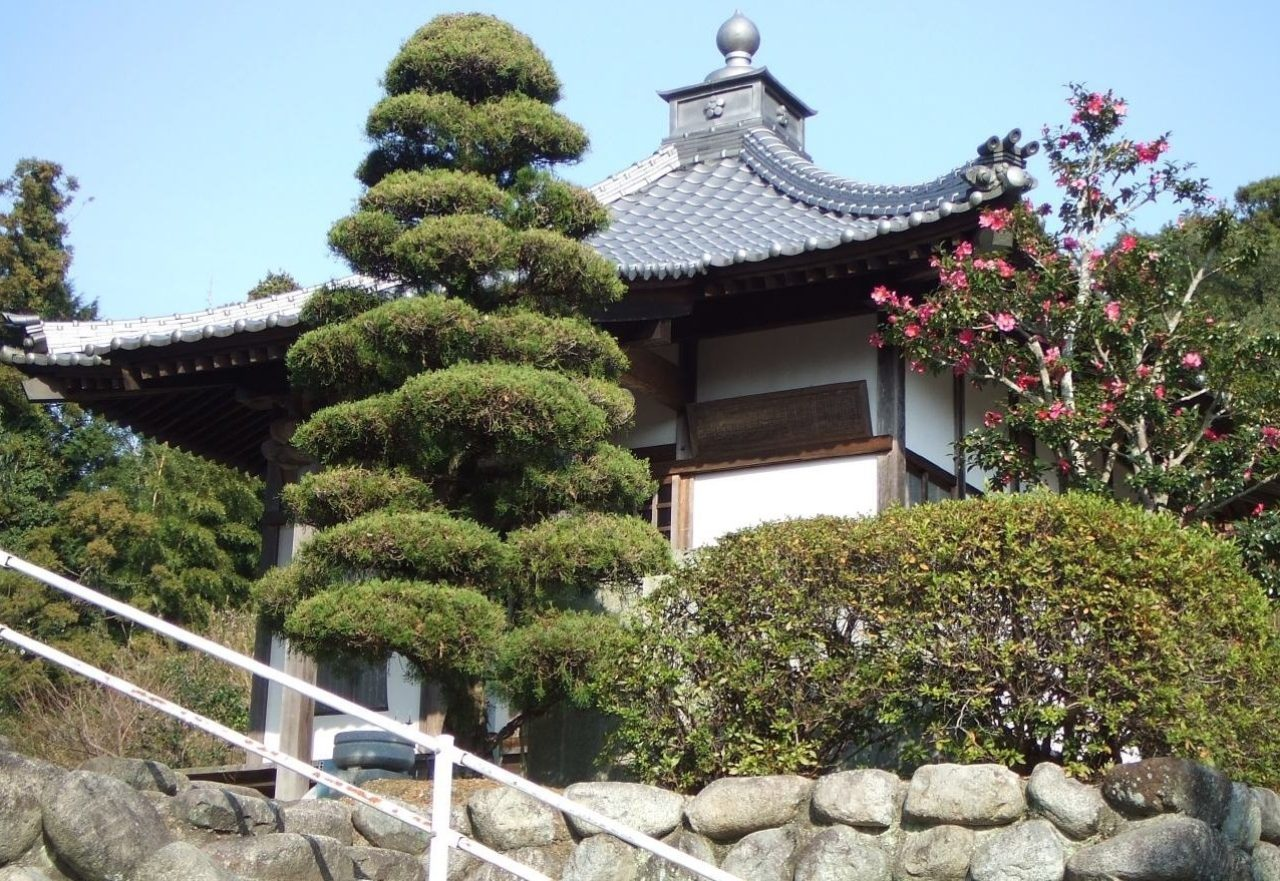
護摩堂
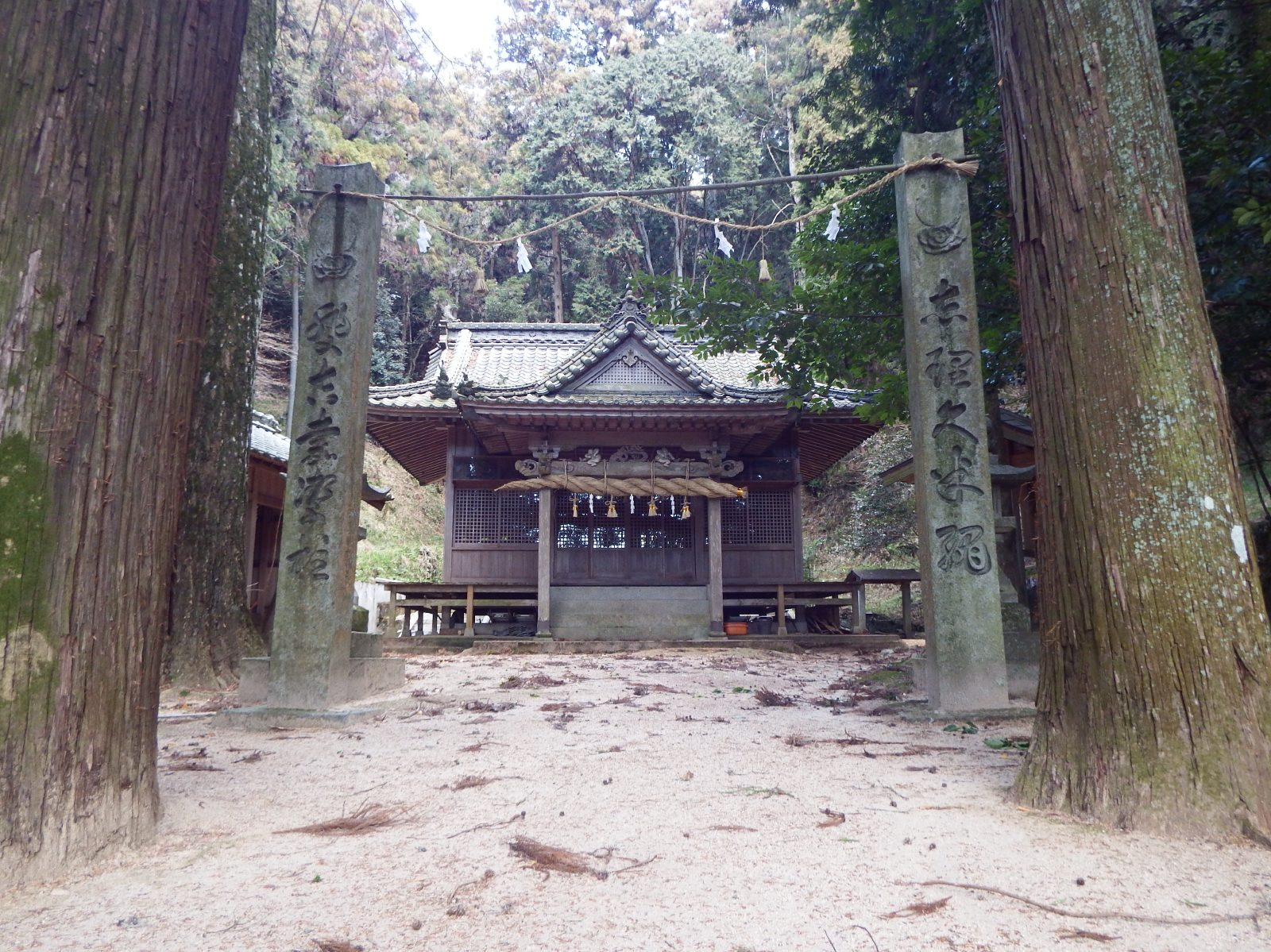
白山神社

## 前後の札所
新四国曼荼羅霊場
40番 別宮大山祇神社-- 41番 光林寺 -- 42番 遍照院
四国三十六不動尊霊場
19番 玉蔵院   --(35km)--  20番 光林寺 --(17km)-- 21番 満願寺